# Теорема Гільберта про базис
Теоре́ма Гі́льберта про ба́зис — одна з основних теорем теорії кілець Нетер: якщо {\displaystyle R\,} — кільце Нетер, то кільце многочленів R[x] також є кільцем Нетер.

## Доведення
Нехай {\displaystyle F\,} — ідеал в {\displaystyle R[x]\,} (ми тут вважатимемо {\displaystyle R\,} комутативним, для некомутативних кілець доведення зберігається, необхідно лише вважати всі ідеали лівими), а {\displaystyle p\,} множина старших коефіцієнтів многочленів, його складових. Доведемо, що {\displaystyle p\,} — ідеал.
Справді, якщо {\displaystyle a\,} і {\displaystyle b\,} — елементи {\displaystyle p\,}, то {\displaystyle a\,} і {\displaystyle b\,} є старшими коефіцієнтами деяких многочленів з {\displaystyle F\,} — {\displaystyle f(x)=ax^{n}+...} і {\displaystyle g(x)=bx^{m}+...}. Якщо, наприклад, {\displaystyle m\geq n}, то {\displaystyle a+b\,} є старшим коефіцієнтом многочлена {\displaystyle x^{m-n}f(x)+g(x)\in F}. Якщо {\displaystyle a\,} є старшим коефіцієнтом{\displaystyle f(x)\,} то {\displaystyle ar\,} є старшим коефіцієнтом {\displaystyle rf(x)\in F} для будь-якого елементу {\displaystyle r\,}. Таким чином,{\displaystyle p\,} — ідеал, а оскільки {\displaystyle R\,} — кільце Нетер, то {\displaystyle p\,} породжується деякими елементами {\displaystyle a_{1},a_{2},...,a_{n}\,}, старшими коефіцієнтами многочленів {\displaystyle f_{1},f_{2},...,f_{n}\in F}. Нехай найбільший степінь цих многочленів рівний {\displaystyle r\,}. Можна вважати, що степінь кожного з цих многочленів рівний {\displaystyle r\,} (якщо він рівний {\displaystyle m\leq r}, то можна зробити його таким помноживши на {\displaystyle x^{r-m}}.
Аналогічно доводиться, що {\displaystyle p_{k}} — множина старших коефіцієнтів многочленів з {\displaystyle F\,}, степінь яких {\displaystyle k\leq r} (до цієї множини доданий 0 кільця) є ідеалом, і тому ідеалом, породженим елементами {\displaystyle a_{k1},a_{k2},...,a_{kn_{k}}\,}. Нехай вони є старшими коефіцієнтами многочленів {\displaystyle f_{k1},f_{k2},...,f_{kn_{k}}\in F} степеня {\displaystyle k\,}
Доведемо, що ці многочлени {\displaystyle f_{1},f_{2},...,f_{n},f_{11},f_{12},...,f_{1n_{1}},\ldots ,f_{r-1,1},f_{r-1,2},...,f_{r-1,n_{r-1}}\in F} породжують ідеал {\displaystyle F\,}. Нехай{\displaystyle f(x)=ax^{s}+...\,} — який-небудь многочлен ідеалу {\displaystyle F\,}, за визначенням {\displaystyle a\in p}. Якщо його степінь {\displaystyle s\geq r} то оскільки {\displaystyle a\,} по доведеному є лінійною комбінацією {\displaystyle a=r_{1}a_{1}+r_{2}a_{2}+...+r_{n}a_{n}\,} старших членів многочленів {\displaystyle f_{1},f_{2},...,f_{n}\in F} степеня {\displaystyle r\,}, то ми одержимо, що {\displaystyle f(x)-r_{1}x^{s-r}f_{1}+r_{2}x^{s-r}f_{2}+...+r_{n}x^{s-r}f_{n}} буде многочленом степеня, меншого, ніж {\displaystyle s\,}, що також належить ідеалу {\displaystyle F\,}. Повторюючи при необхідності цю операцію кілька разів, можна дійти до многочлена степеня не більшого {\displaystyle r\,}.
Для многочлена степеня {\displaystyle k\leq r} застосовується та ж процедура, але з використанням многочленів {\displaystyle f_{k1},f_{k2},...,f_{kn_{k}}\in F} старші коефіцієнти яких породжують ідеал {\displaystyle p_{k}\,}. Далі процедура повторюється, поки ми не дійдемо до нульового многочлена.